# Peace Valley Park
Peace Valley Park ist ein 6 km² großer Park in Pennsylvania, in Bucks County. Der Park umschließt den Stausee Lake Galena. Der See ist 1,5 km² groß.
Park und See sind sehr beliebte Ausflugsziele von Philadelphia und Doylestown. In der Nähe des Parks befindet sich ein Wallfahrtsort der polnischstämmigen US-Amerikaner. Die römisch-katholische Kirche National Shrine of Our Lady of Czestochowa beherbergt ein Gemälde der Schwarzen Madonna von Częstochowa in Polen. Auf dem 0.69 km² großen Gelände der Kirche findet jährlich das fünftägige Polish American Family Festival and Country Fair statt. Einige Zonen, innerhalb des Parks, dürfen wegen der Erhaltung des Artenschutzes nicht betreten werden. Nordöstlich im Park befindet sich das Peace Valley Nature Center, eine Bildungs-, Freizeit- und Vogelbeobachtungseinrichtung.
Im Park gibt es die Möglichkeit zum Wandern, Radfahren, Angeln, Picknicken oder Bootausleihen. Der Rundweg um den See ist etwa 6 Meilen lang. Der Höhenunterschied beträgt etwa 269 ft.

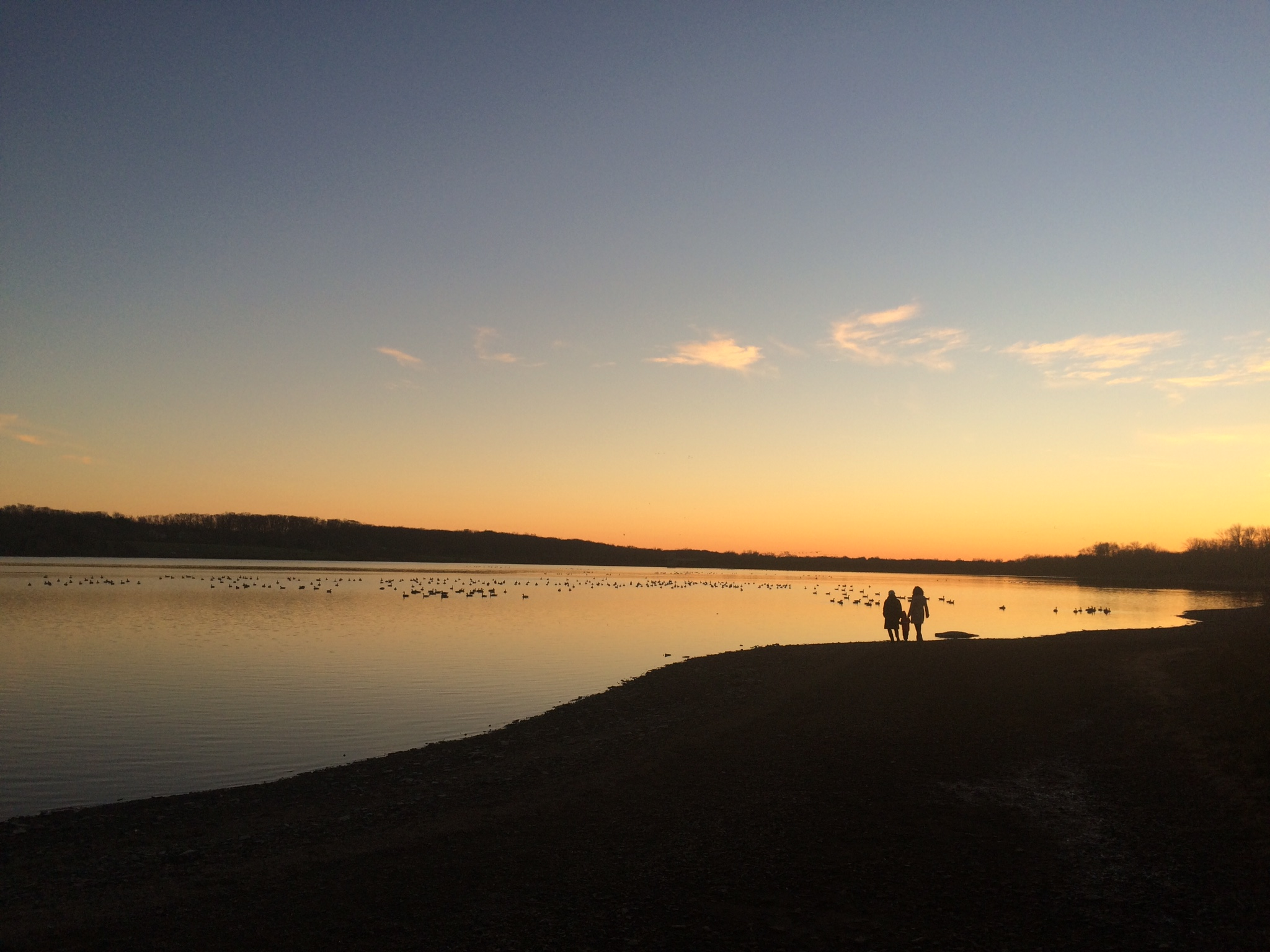
Peace Valley Park – Abendstimmung
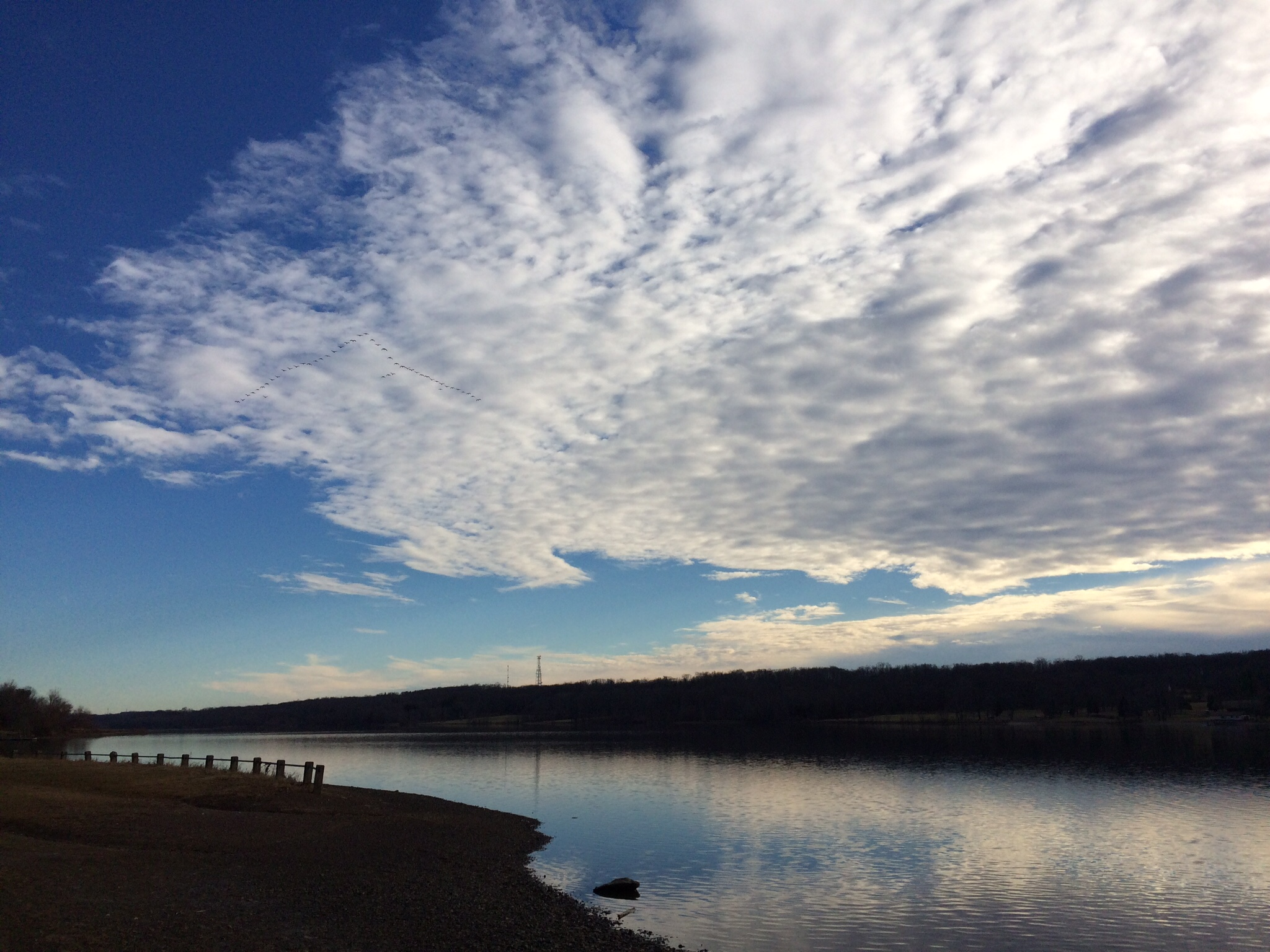
Peace Valley Park – Herbst
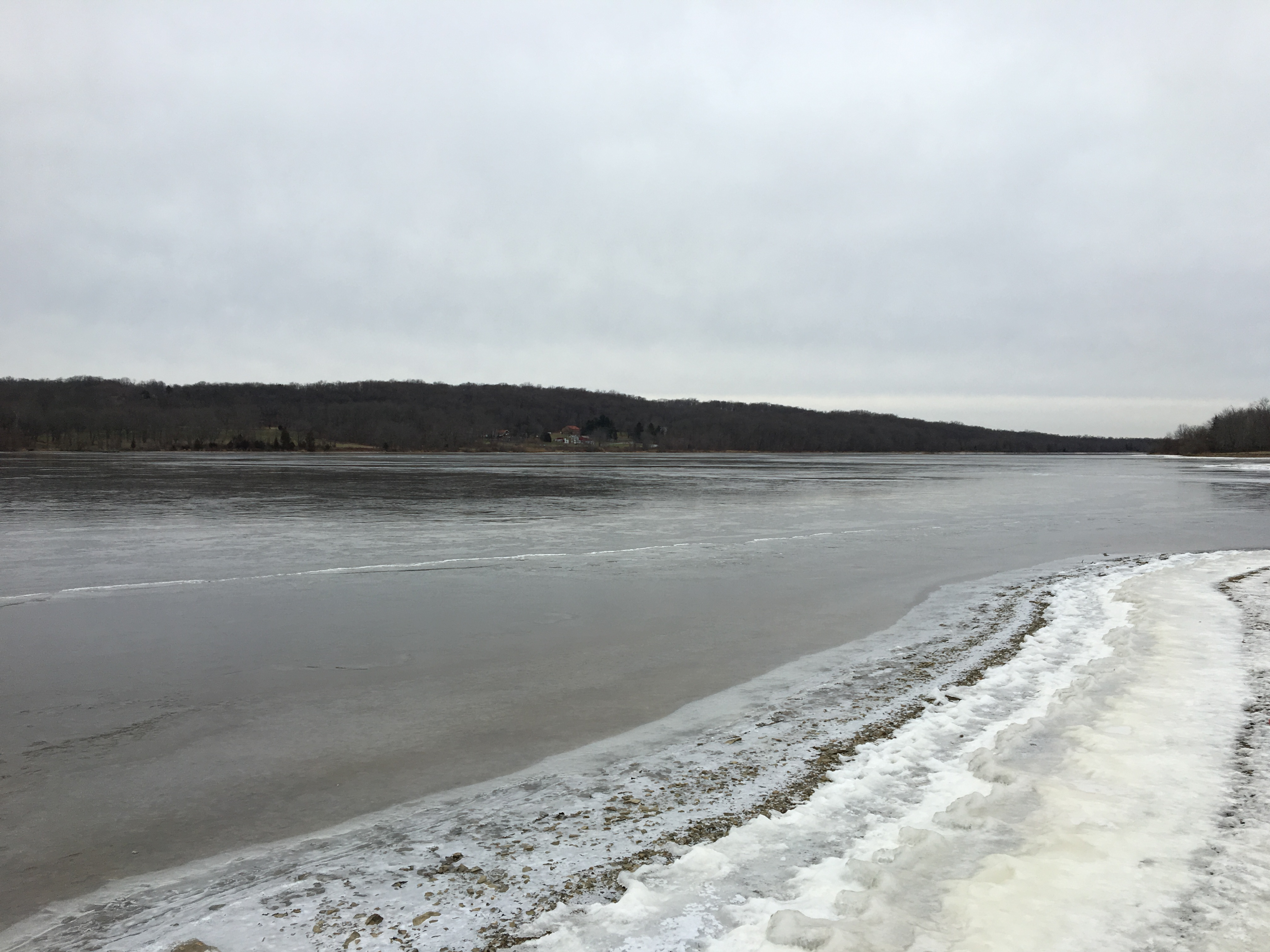
Peace Valley Park – Winter